# Palatium na Wawelu
Palatium na Wawelu – romańskie murowane palatium z połowy XI wieku, którego relikty fundamentów odnaleziono na Wawelu. Jego wzniesienie przypisywane jest Kazimierzowi Odnowicielowi. Odkryte przez Adolfa Szyszko-Bohusza, w literaturze przedmiotu funkcjonuje jako „sala o 24 słupach”. Było przedmiotem wykopalisk w latach 1920–1921 oraz 1985–1995. Przylega do północnej ściany Zamku Królewskiego, częściowo zawarte w obrysie późniejszych fundamentów Zamku. Relikty romańskie są obecnie zasypane, w ich miejscu znajduje się trawnik.

## Hipotetyczne palatium przedromańskie
W okresie wczesnopiastowskim (przed 1038 rokiem) na wzgórzu wawelskim musiało zapewne funkcjonować przedromańskie palatium z czasów Mieszka I i Bolesława Chrobrego. Nie udało się jednak odnaleźć jego fundamentów. Mogło przylegać do rotundy św. św. Feliksa i Adaukta lub znajdować się w pobliżu czworokątnej budowli z korytarzem. 

## Sala o 24 słupach (palatium romańskie)

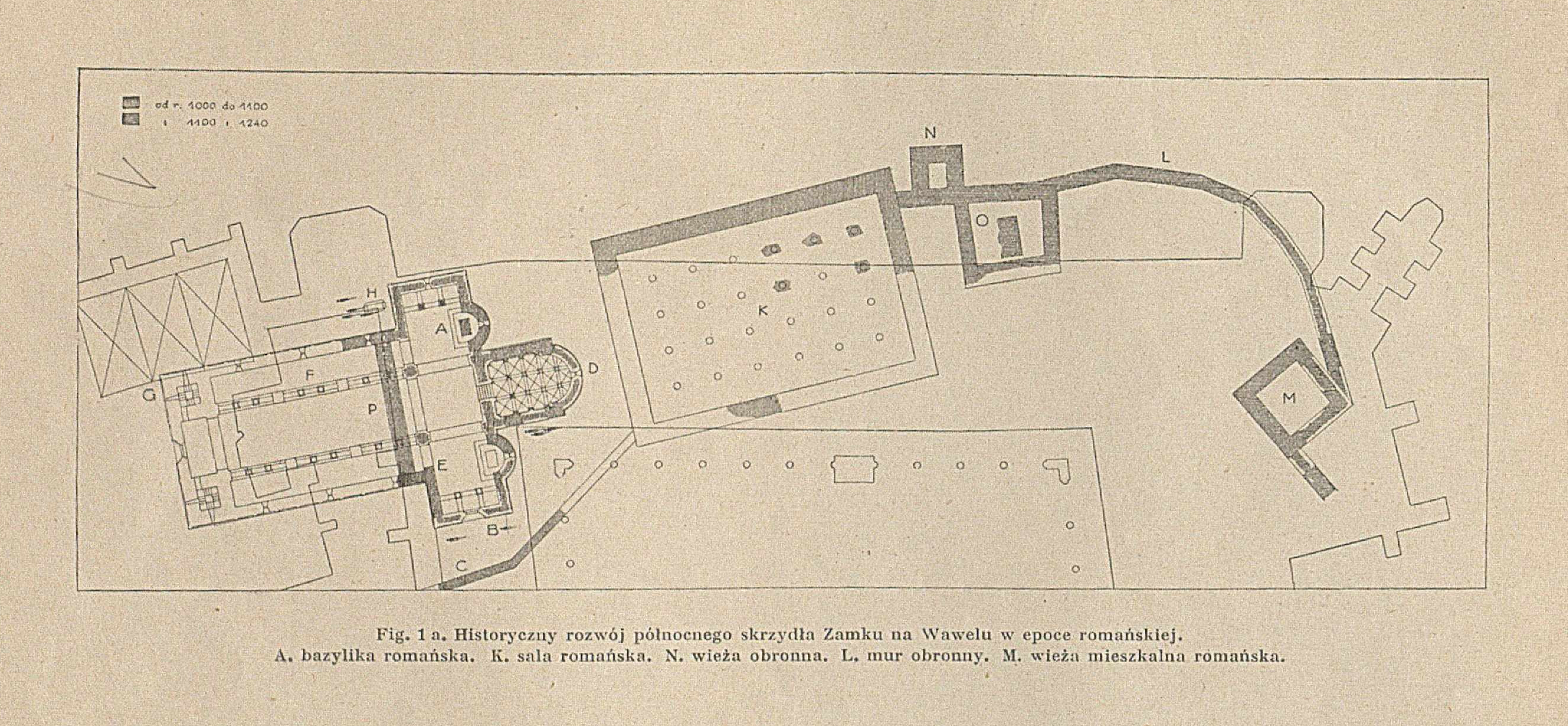
Rzut fundamentów Sali o 24 słupach opublikowany w 1923 roku przez A. Szyszko-Bohusza

Fundamenty murowanej budowli zostały odnalezione w latach 1920–1921 przez Adolfa Szyszko-Bohusza w północno-wschodniej części wzgórza wawelskiego. Niewielki fragment ściany zachodniej został odnaleziony już wcześniej, w 1905 roku. 
Odkopano fundamenty ściany północnej wraz z fragmentami części wschodniej i zachodniej. Umożliwiło to ustalenie narożników północno-zachodniego i północno-wschodniego. Odnaleziono niewielkie relikty fundamentów ściany południowej oraz siedem fundamentów pod prostokątne filary (na rysunku zaznaczono pięć filarów).  
Pozostałości fundamentów znajdują się w północnej ścianie Zamku Królewskiego, pomiędzy wieżą Jana III Sobieskiego a wieżą Zygmunta III Wazy. Większa część budynku w kształcie proponowanym przez Szyszko-Bohusza znajdowałaby się pod obecnymi fundamentami Zamku. Najlepiej zachowana ściana północna znajduje się poza ich obrysem.

Szukając dalej murów romańskich analogicznych co do techniki natrafiamy w najbliższem sąsiedztwie naszej bazyliki, na wschód od niej położone fundamenta większego budynku w kształcie prostokąta o wymiarach 19,50×28,50 metr. (lii. K., fig. 1, fig. 6), murowane w sposób zupełnie ten sam, jaki zaobserwowaliśmy w murach bazyliki. A więc mamy tu znów owe skośnie ułożone warstwy kamienia płaskiego, tworzące niby deseń kłosa, powtarzające się co 40–50 cent. Lico muru ponad teren wystające, sądząc z malej zachowanej reszty, zbudowane było z dość dużych kostek wapienia. W obrębie tego prostokąta wśród innych murów późniejszych wyróżnia się siedm nieregularnych, zbliżonych do kwadratu w planie, fundamentów luźnych, murowanych tą samą techniką romańską, rozłożonych w równych od siebie odstępach w trzech rzędach w północno-wschodnim narożniku budynku. Są to bez wątpienia fundamenta poszczególnych (zapewne drewnianych) słupów, które dźwigały strop tej wielkiej sali. Jeśli przypuścimy, co nie jest niemożliwem, że cała powierzchnia budynku byłą jednolicie przez owe słupy podzielona, otrzymamy cztery rzędy po sześć slupów. Przypuszczamy, że były drewniane, gdyż w przeciwnym wypadku fundamenta musiałyby się łączyć ze sobą, jak to widzimy pod kamiennemi słupami naszej bazyliki.

### Przeznaczenie budowli
W 1923 roku Szyszko-Bohusz zaproponował rekonstrukcję budynku jako sali o 24 filarach, o wymiarach 28,5 na 19,5 m. Tzw. „Sala o 24 słupach” została przez niego datowana na XI wiek, jako współczesna pierwszej katedrze, tzw. Chrobrowskiej. Jako przeznaczenie sali zasugerował refektarz. 

(...) byłoby zupełnie na miejscu przypuścić, że owa sala o 24 słupach, zbudowana równocześnie z naszą bazyliką (pierwszą katedrą) i w jej najbliższem sąsiedztwie, a może nawet z nią połączona jakiemś przejściem, była poprostu refektarzem owego zgromadzenia księży zakonnych, zapewne Benedyktynów, rezydujących przy katedrze, a mieszkających w celach nad owym refektarzem.

W 1932 roku w pracy Wawel średniowieczny Szyszko-Bohusz opisuje obiekt już jako „świecki budynek romański”, który miałby powstać w XIII wieku jako kolejne stadium rozbudowy niewielkiego zameczku romańskiego, postulowanego przez autora na północno-wschodnim krańcu wzgórza wawelskiego. Późniejsze badania podważyły część założeń Szyszko-Bohusza dotyczących zameczku. 
Zbigniew Pianowski, a za nim Klaudia Stala uznają budynek sali o 24 słupach za pełniący od początku funkcję rezydencjonalną, czyli książęce palatium.  
Teresa Rodzińska-Chorąży sugeruje, że parter mógł pełnić funkcje techniczne. Znajdowałby się tam system grzewczy, a w filarach mogłyby znajdować się otwory, przez które ciepłe powietrze przedostawałoby się na reprezentacyjne piętro.

### Ponowne badania

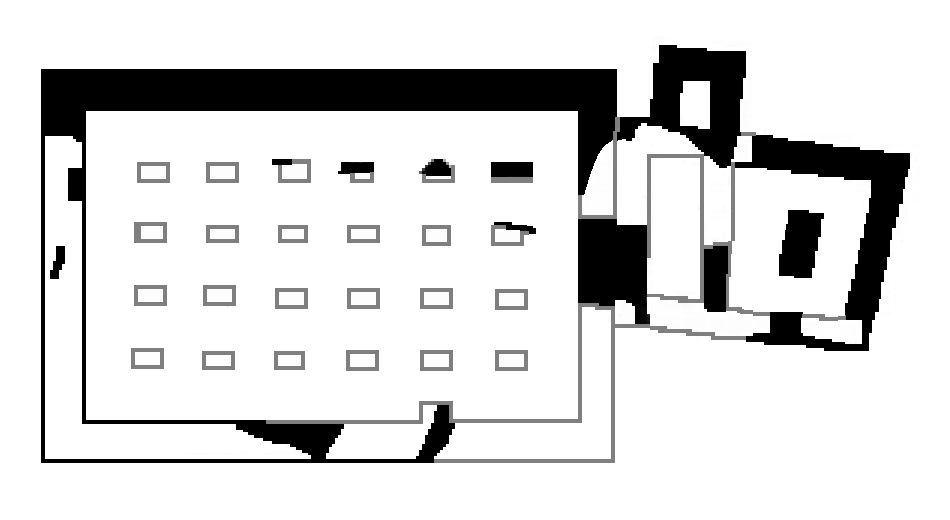
Rzut fundamentów Sali o 24 słupach wg Z. Pianowskiego i J. Firleta po badaniach weryfikacyjnych w latach 1985–1995

Ponowne badania przeprowadzono w latach 1985–1995 pod kierunkiem Zbigniewa Pianowskiego i Janusza Firleta. Potwierdzono przebieg ściany północnej, odnaleziono cztery fundamenty pod słupy oraz dodatkowy relikt ściany południowej, biegnący poprzecznie do wcześniejszego fragmentu. Stwierdzono mur w technice opus spicatum. Ze względu na zastosowanie dużej ilości płytek kamiennych dopuszczano zaliczenie budowli jeszcze do architektury przedromańskiej, pomimo różnic w technice wykonania w stosunku do najstarszych budowli Wawelu (m.in. budowli czworokątnej na dziedzińcu arkadowym). 

### Data powstania
Chronologia sali była wielokrotnie dyskutowana, oceniano ją na podstawie badań stratygrafii zachowanych murów oraz technik budowlanych. Z oryginalnym datowaniem na XI wiek zgadzali się Jan Zachwatowicz i Zygmunt Świechowski. Andrzej Żaki i Klementyna Żurowska opowiadali się za XIII stuleciem jako czasem powstania. Podczas powtórnych badań w latach 1985–1995 Pianowski i Firlet potwierdzili pierwotnie datowanie Szyszko-Bohusza. Za najbardziej prawdopodobną datę powstania budynku podano połowę XI wieku. Jego powstanie przypisuje się Kazimierzowi Odnowicielowi. 

### Alternatywny kształt

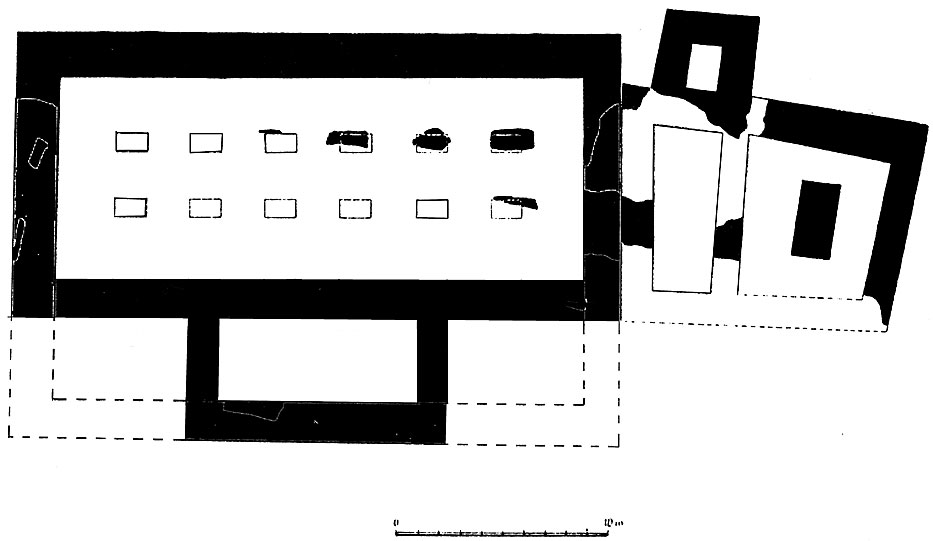
Palatium (Sala o 24 słupach) wg koncepcji K. Stali z 2013 roku

W 2013 roku Klaudia Stala z Politechniki Krakowskiej zaprezentowała koncepcję według której sala mogła mieć inny kształt, niż zaproponowany przez Szyszko-Bohusza. Sala w tej wersji mogłaby mieć wymiary 28,5×12,5 m oraz zawierać jedynie 12 filarów. Zwrócono uwagę na fakt, że sala w pierwotnie proponowanym monumentalnym kształcie byłaby unikatem na skalę Europy, podczas gdy wersja o 12 filarach miałaby proporcje i wymiary zbliżone do pozostałych palatiów piastowskich. 